# Česko-čínské centrum Univerzity Karlovy
Česko-čínské centrum Univerzity Karlovy bylo založeno na základě Opatření rektora 6/2016, které vešlo v platnost 15. března 2016. Dle oficiálních webových stránek mělo být centrum „celouniverzitním střediskem výzkumu a vzdělávání specializovaného na témata politických, ekonomických, právních, sociálních, teritoriálních, mediálních, kulturních a bezpečnostních studií v rámci spolupráce mezi Českou republikou a Čínou“.

## Rada centra[3]
Rada centra byla tvořena představiteli Filozofické fakulty, Fakulty sociálních věd, Právnické fakulty, Pedagogické fakulty a Rektorátu Univerzity Karlovy.
| Tomáš Zima                             | Rektor UK, předseda Rady                                                                                          |
| Michal Tomášek                         | Proděkan Právnické fakulty UK, místopředseda Rady                                                                 |
| Miloš Balabán (rezignace 24. 10. 2019) | Výzkumný pracovník Střediska bezpečnostní politiky Institutu politologických studií FSV UK, Výkonný tajemník Rady |
| Miroslava Černochová                   | Proděkanka Pedagogické fakulty UK, členka Rady                                                                    |
| Zuzana Kasáková                        | Proděkanka Fakulty sociálních věd UK, členka Rady                                                                 |
| Olga Lomová (rezignace 16. 10. 2019)   | Vedoucí katedry sinologie Filozofické fakulty UK, členka Rady                                                     |

## Činnost centra
Během své existence centrum zorganizovalo čtyři konference: Iniciativa Pás a Stezka: Výzvy, příležitosti a priority pro Čínu, Evropu a Česko (2016); Společné zájmy EU, Česka a Číny v měnícím se světě (2017); 40 let reforem: od otevření se světu k novým hedvábným stezkám (2018); Výzvy digitální budoucnosti (2019). Rovněž také organizovalo pro studenty Den otevřených dveří na čínské ambasádě.

### Kontroverze
Aktivity Česko-čínského centra byly částí vědecké veřejnosti kritizované jako pročínské a neakademické. Server Aktuálně.cz přišel s upozorněním, že pořádání konferencí spolufinancovalo Velvyslanectví ČLR v Praze, a to minimálně částkou 1,2 mil korun. Čínská ambasáda posílala prostředky prostřednictvím soukromé firmy Miloše Balabána, která se jmenovala totožně jako výzkumné Středisko bezpečnostní politiky na Fakultě sociálních věd Univerzity Karlovy. Ve společnosti se rovněž angažovali Mirka Kortusová jako finanční ředitelka a univerzitní výzkumníci Jan Ludvík a Libor Stejskal. K 31. lednu 2020 fakulta s Balabánem, Kortusovou a Stejskalem rozvázala pracovní poměr.

## Ukončení činnosti
Činnost centra byla ukončena dne 13. 11. 2019 rektorem Univerzity Karlovy Tomášem Zimou. Dle jeho vyjádření došlo k uzavření „v důsledku negativní publicity, která se na centrum snesla a významně jeho obraz poškodila, mohou zcela nešťastně a nezaslouženě utrpět i aktivity připravované fakultami UK, což považuji za velmi nešťastné a nežádoucí.“